# 長野藤定
長野 藤定（ながの ふじさだ）は、戦国時代の武将。伊勢国の戦国大名。長野工藤氏15代当主。通名は源二郎。

## 生涯
大永6年（1526年）、長野工藤家14代・長野稙藤の子として誕生。はじめ輝伯と号した。兄・三郎が自害したため、長野家を継いだ。
天文12年（1543年）、細野氏・分部氏を主力に北畠家の支配する南伊勢に侵攻し、迎撃してきた北畠晴具と争ったが、決着は着かなかった（垂水鷺山の戦い）。同13年（1544年）には、北畠氏・関氏とともに六角氏に加勢し、京極氏を攻めた。
天文16年（1545年）から同18年（1547年）にかけて北畠晴具の攻撃を受けた。永禄元年（1558年）、藤定は北畠氏に和議を申し入れた。北畠具教の次男・具藤が藤定の養嗣子となり、和睦が成立した。形式的には和睦だが、実質的には臣従である。
永禄5年（1562年）5月5日、死去。享年37。法名は「梅香院殿玉巌玄沢大居士」。その死は病死といわれているが、父・稙藤も同日に死去しているため、北畠家による暗殺説もある。